# フレンズ・アレーナ
ストロベリー・アレーナ (Strawberry Arena), または ナショナルアレーナン（Nationalarenan)）は、スウェーデン・ストックホルム県ソルナにある開閉式屋根の多目的ナショナルスタジアム。サッカースウェーデン代表とAIKフットボールがホームスタジアムとして使用している。
スタジアム周辺はホテルや商業施設、企業オフィスなどが一帯となった複合型スポーツ施設となっている。

## 概要
フレンズ・アレーナは、2009年に着工し、2012年に完成。なお、竣工後にここより2km離れた場所にあるロースンダ・スタディオンは取り壊しが決定され、75年の歴史に幕を下ろした。建設工事着工以前の2007年10月から国内の銀行であるスウェドバンクへスタジアムの命名権を売却し、「スウェドバンク・アレーナ」 (Swedbankk Arena)と命名されていた。しかし、スタジアムが完成する前の2012年3月28日、同銀行は日本のNPO法人にあたるFriends財団へ命名権を無償で譲渡したため、以降は「フレンズ・アレーナ」 (Friends Arena)と呼称されている。
冬季は気温が低く、屋外でのサッカーの試合が難しいストックホルムにおいてもサッカースウェーデン代表などの国際Aマッチを開催するため、そして1年を通して良質な芝を養生するためにオランダのHollandia社製の開閉式屋根が付設されている。屋根の東西を繋ぐ8本の鉄骨の上を車輪で滑らせて開閉させ、可動部の屋根はピッチサイズをわずかに上回る107×80mとなっている。また、サッカーの他、音響設備やピッチ中央の天井部分に映像装置を設置するなど、大きなコンサートなどのイベントも開催することが可能である。
スタジアム初の国際Aマッチは2012年11月14日に行われたスウェーデン代表対イングランド代表の親善試合であり、4-2でスウェーデン代表が勝利した。なお、スウェーデンの4点目にあたるズラタン・イブラヒモヴィッチによるゴールから25mの位置で蹴ったオーバーヘッドによる得点は、この年のFIFAプスカシュ賞を受賞した。

## 開催された主な試合・イベント

### サッカー
- UEFA欧州女子選手権2013

| 日付          | ホームチーム | 結果 | アウェーチーム | ラウンド |
| ------------- | ------------ | ---- | -------------- | -------- |
| 2013年7月28日 | ドイツ       | 1-0  | ノルウェー     | 決勝     |

- その他

| 日付           | ホームチーム  | 結果 | アウェーチーム                 | 備考                              |
| -------------- | ------------- | ---- | ------------------------------ | --------------------------------- |
| 2012年11月14日 | スウェーデン  | 4-2  | イングランド                   | スタジアム初の国際Aマッチ         |
| 2017年5月24日  | AFCアヤックス | 0-2  | マンチェスター・ユナイテッドFC | UEFAヨーロッパリーグ 2016-17 決勝 |

### コンサート
| 日付          | アーティスト       | ツアー/イベント            | 観客   |
| ------------- | ------------------ | -------------------------- | ------ |
| 2013年7月13日 | アイアン・メイデン | Maiden England World Tour  | 55,531 |
| 2016年7月3日  | コールドプレイ     | A Head Full of Dreams Tour | 53,575 |
| 2018年7月2日  | エミネム           | Revival Tour               | 57,520 |
| 2018年7月14日 | エド・シーラン     | ÷ Tour                     | 55,540 |
| 2019年12月5日 | アヴィーチー       | Tribute Concert            | 58,163 |

## ギャラリー

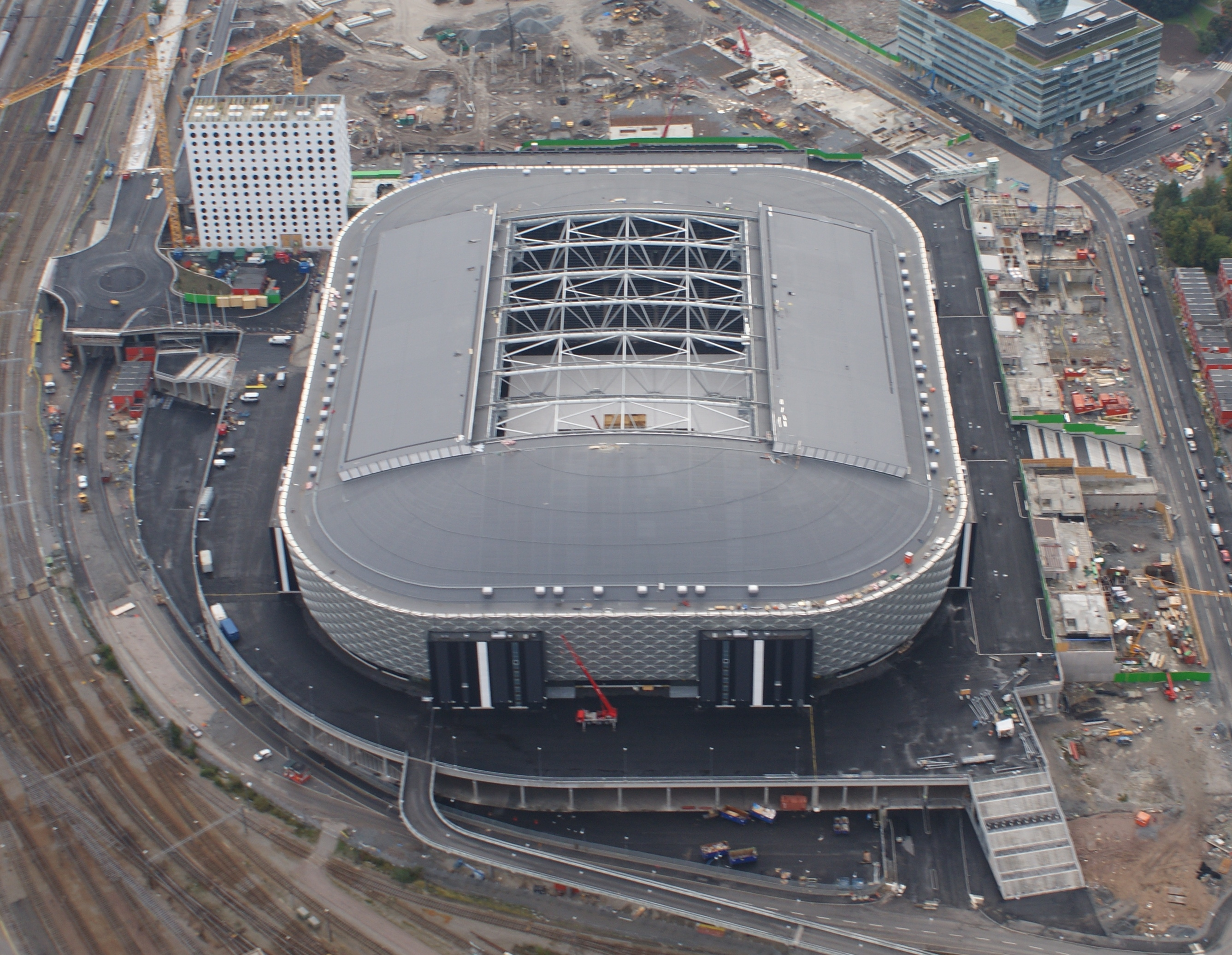
2012年の空撮
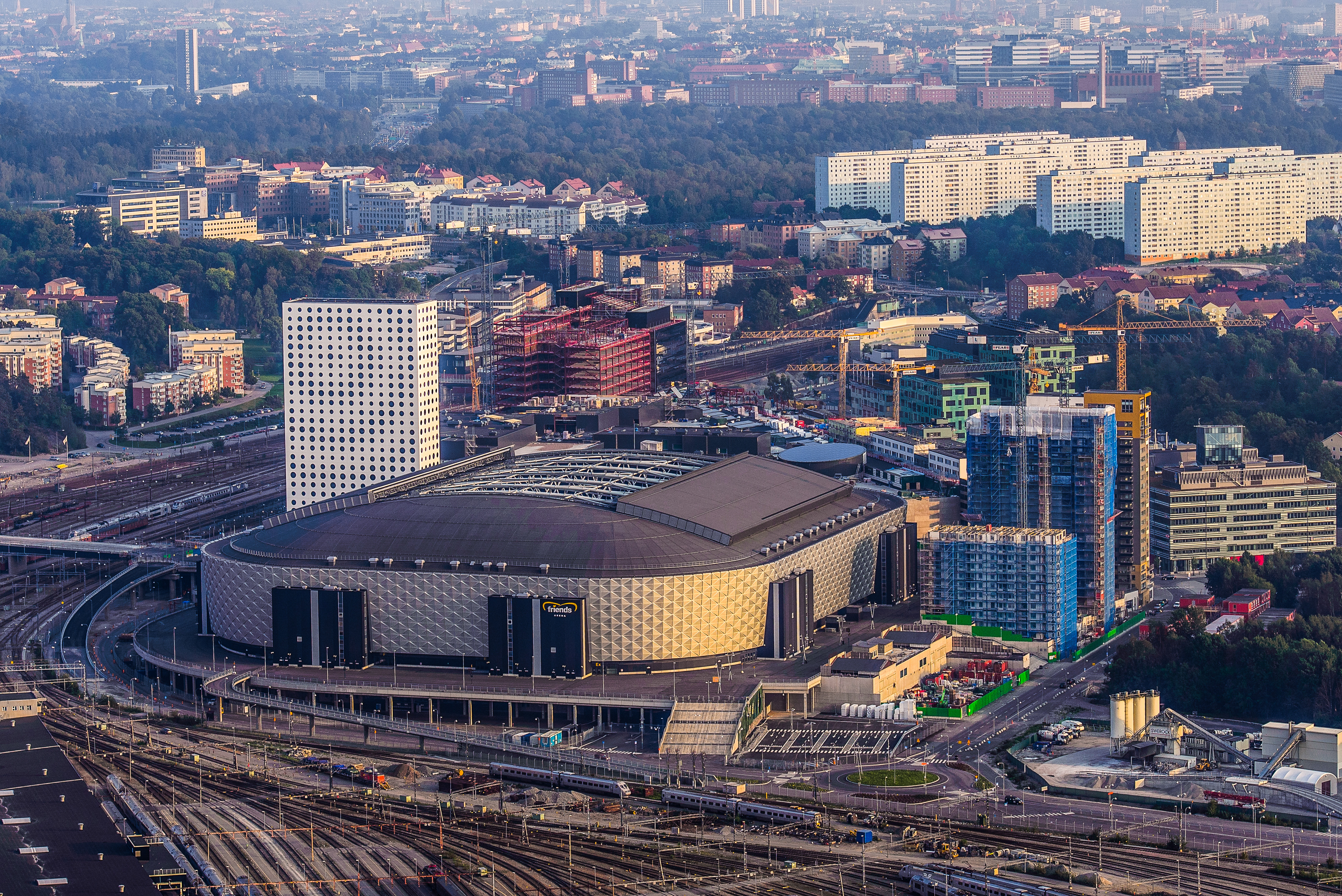
2014年の空撮
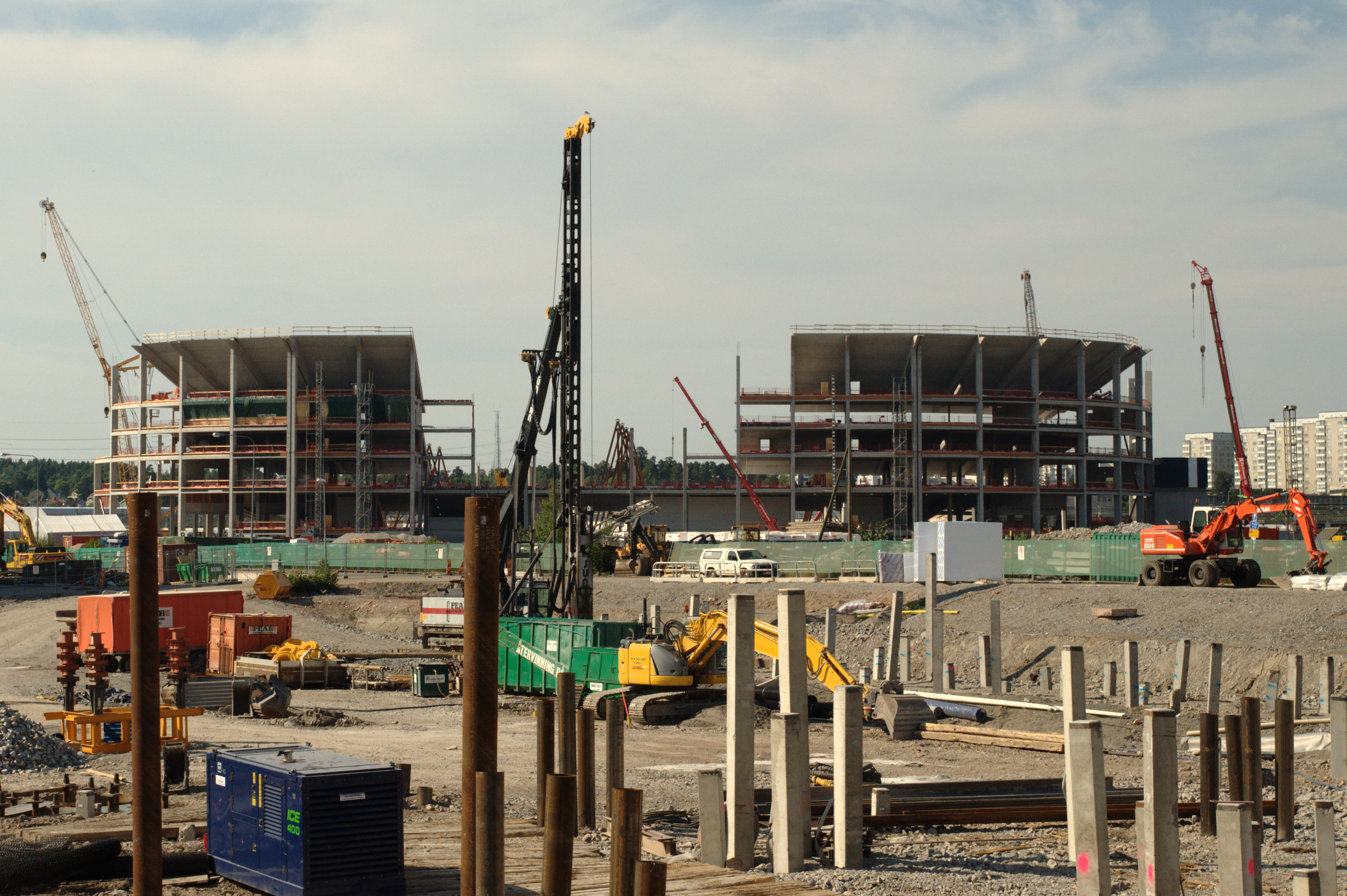
建設中のスタジアム (2010年)
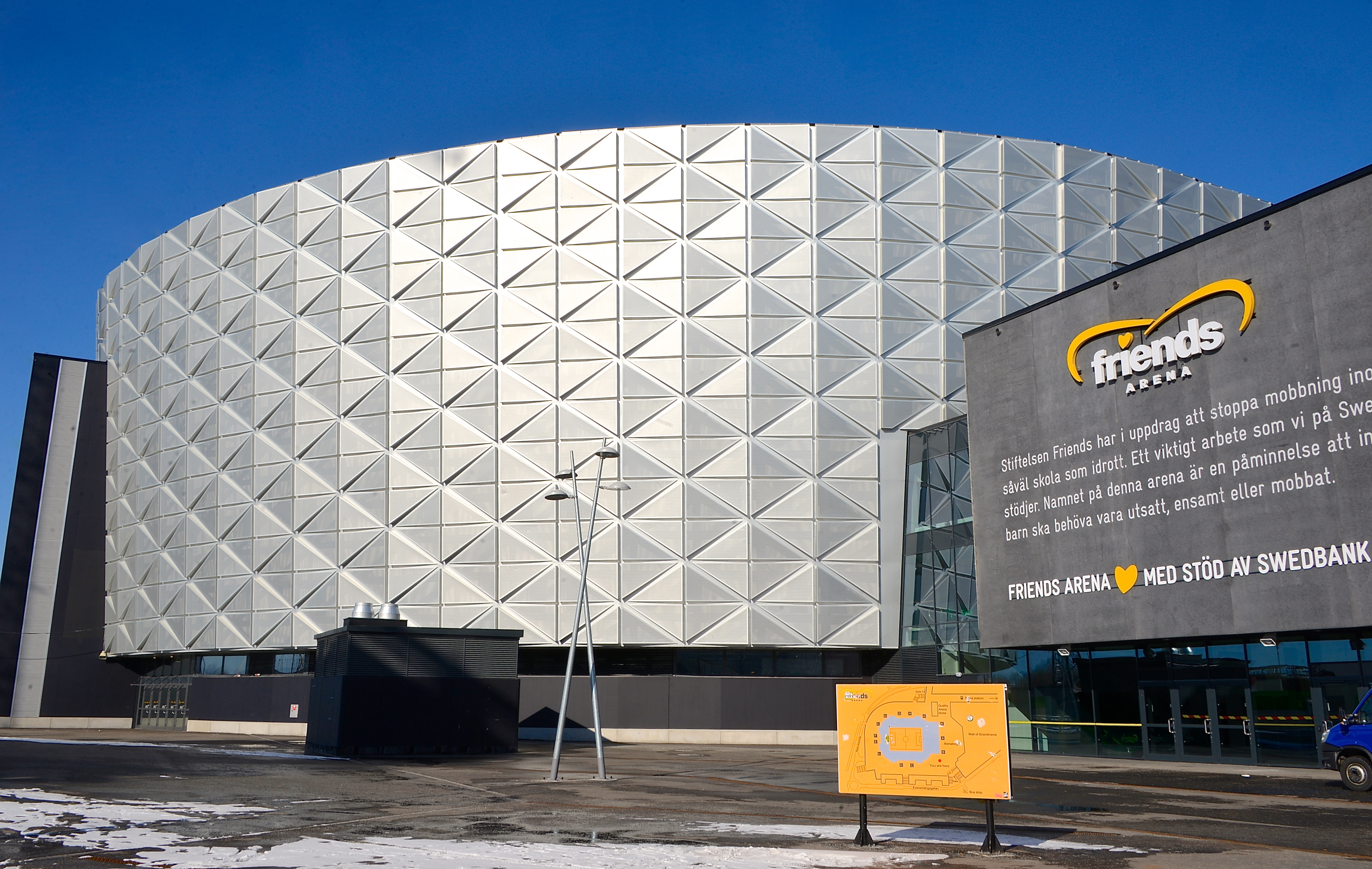
2013年の外観
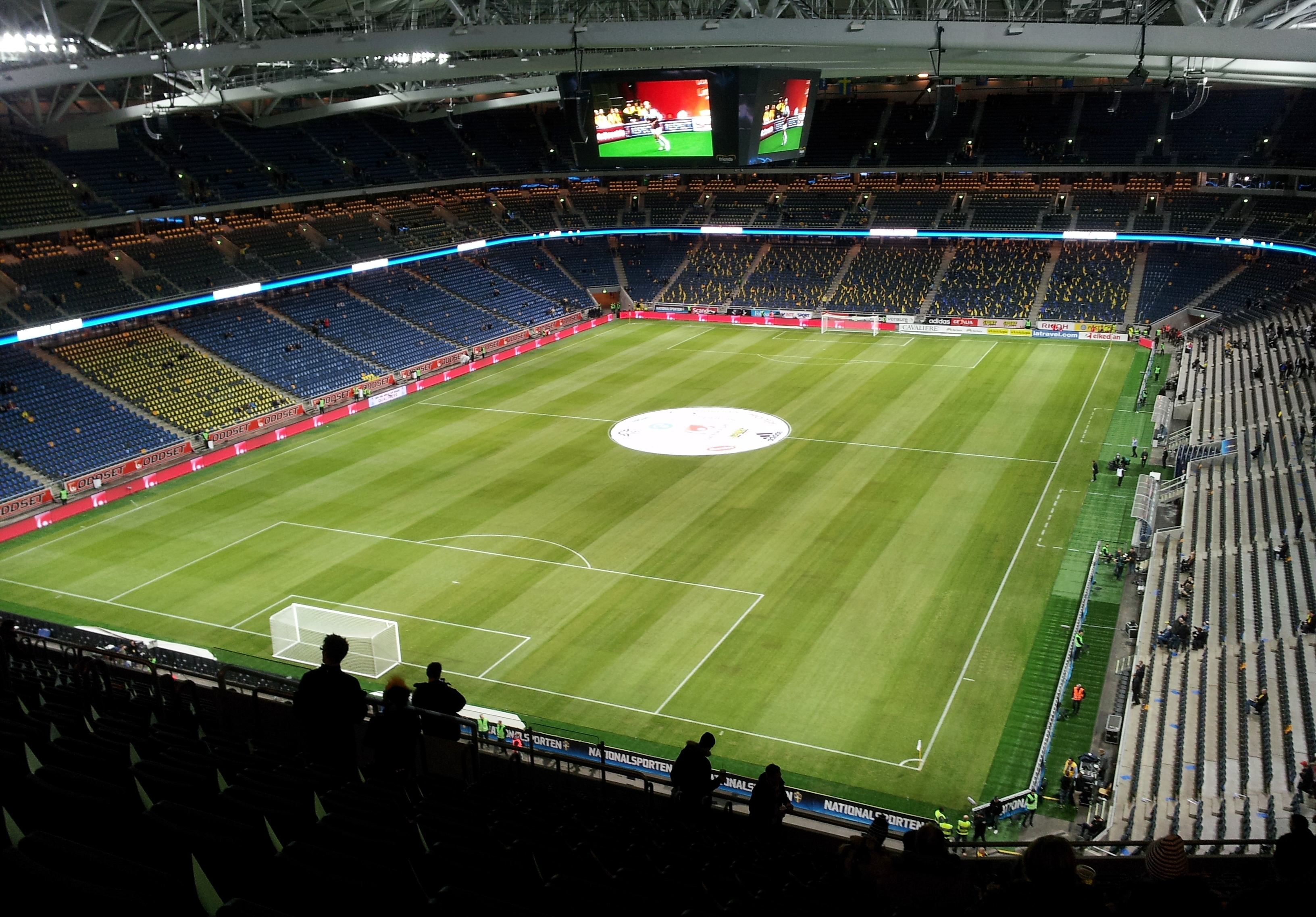
2013年の内観
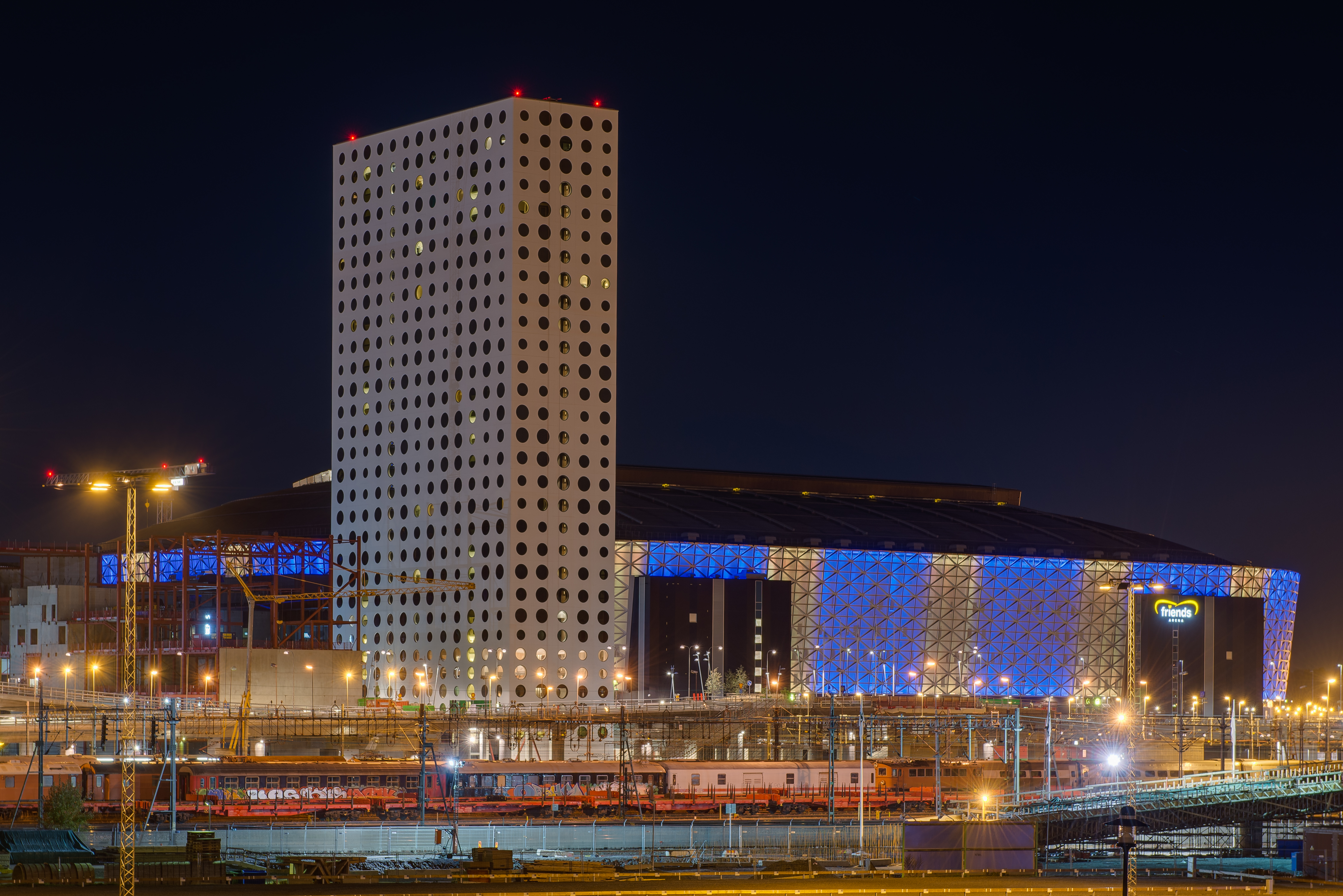
併設されているホテルとスタジアム

## アクセス
- 郊外電車（pendeltåg） - ストックホルム中央駅から乗車7分、ソルナ駅下車、徒歩15-20分[12]
- ストックホルム地下鉄 - ストックホルム中央駅から乗車9分、ソルナ中央（Solna centrum）駅下車、徒歩20-25分[12]
- 車 - 近くを欧州自動車道路E4号線、E18号線が通る。ただし、一般来場者の車での来場は推奨されていない。[12]
- 飛行機 - アーランダ空港からアーランダエクスプレス、私鉄を乗り継ぎ約25分、ストックホルム・ブロンマ空港からはソルナ・セントルムまでバスで約15分
- バス - 101系統（Mörby駅から）、102系統（Sundbyberg駅から）などが利用可能[12]。